# Diachus pallidicornis
Diachus pallidicornis är en skalbaggsart som först beskrevs av Christian Wilhelm Ludwig Eduard Suffrian 1867.  Diachus pallidicornis ingår i släktet Diachus och familjen bladbaggar. Inga underarter finns listade i Catalogue of Life.